# 法氏暗哲水蚤
法氏暗哲水蚤（学名：Scottocalanus farrani）为厚殼水蚤科暗哲水蚤屬下的一个种。